# Enseignement privé
 (septembre 2024).
L'enseignement privé s'effectue dans le cadre de cours particuliers ou collectifs, par des auto-entrepreneurs, des contractuels ou des salariés, au sein d'une école ou non. Il concerne autant l'enseignement primaire que le secondaire, le supérieur ou encore le parascolaire ou extrascolaire (sport ou art).

## Établissements

### Écoles
Les écoles privées sont des écoles qui ne sont pas administrées par leur gouvernement local, étatique ou national et qui conservent donc le droit de sélectionner leurs élèves et sont financées, en tout ou en partie grâce aux frais de scolarité qu'elle demande à ses élèves, plutôt qu'entièrement par des fonds gouvernementaux. La plupart des écoles privées offrent des bourses d'études qui permettent de rendre la fréquentation plus abordable pour des étudiants possédant un talent quelconque, généralement au niveau académique ou sportif.

## Par pays

### France
Cet article traite de l'enseignement privé en France pour le primaire et le secondaire. L'enseignement supérieur fait l'objet de l'article enseignement supérieur privé en France.
En France, la liberté d'enseignement fait partie des principes fondamentaux. L'enseignement libre peut se faire à tous les niveaux : écoles maternelles et élémentaires, collèges et lycées (enseignement secondaire général ou technique). L'ouverture d'une école est simplement soumise à une déclaration préalable.
L'enseignement privé existe sous quatre formes :
1. Enseignement privé sous contrat d'association avec l'État, la plus importante ;
2. Enseignement privé sous contrat simple ;
3. Enseignement privé hors contrat ;
4. Enseignement familial par la famille.